# Яромір Ногавіца
Яромір Ногавіца, відомий також як Ярек Ногавіца (чеськ. Jaromír Nohavica, Jarek Nohavica; нар. 1953) — чеський поет, композитор, мультиінструменталіст, автор і виконавець пісень. В репертуарі Ногавиці, крім власних пісень, також присутні пісні Володимира Висоцького, Булата Окуджави, Карела Крила та інших. Як автор текстів музикант співпрацював із такими зірками чеської музики, як Віра Шпинарова, Марія Роттрова, Гайди Янку та іншими.

## Життєпис
Яромір Ногавіца народився 7 червня 1953 року в Остраві. В даний час він живе в Остраві, хоча з 1978 по 1999 рік жив у Чеському Тешині.
Ногавіца почав грати на гітарі у 13-річному віці. Незважаючи на те, що у нього немає музичної освіти, він самостійно вивчився грі на гітарі, скрипці, флейті та акордеоні. Крім музики, частково самостійно вивчав російську мову, здебільшого — з пісень Володимира Висоцького і Булата Окуджави.
У шкільні роки разом з друзями організував групу Nautilus Beat, вже в цей час виконуючи власні пісні. Після навчання в загальноосвітній школі та школі бібліотечної справи в Брно, він вступив до політехнічного університету гірничої справи в Остраві, але не закінчив навчання. Працював на різних професіях. У 1981 році він став працювати в музичній сфері. Перша популярність прийшла до нього як до автора текстів. Починаючи з пісень для місцевих груп Atlantis, Noe, Majestic, він домігся співпраці з відділенням Чеського Радіо в Остраві і популярними співачками регіону — Вірою Шпінаровою і Марією Роттровою. Популярність прийшла до нього, коли він написав свою першу пісню для Марії Роттрової «Lásko, voníš deštěm» («Ти пахнеш дощем, кохана»); варто уточнити, що це кавер-версія пісні гурту Black Sabbath «she's gone».
У 1982 році Ногавіца почав виконувати свої пісні на публічних концертах. Відкрито критикуючи недоліки необмеженої політичної влади в своїх текстах, він швидко став одним з найвідоміших чеських виконавців авторської пісні. Зі зрозумілих причин його пісні викликали невдоволення комуністичної цензури, і, подібно багатьом іншим виконавцям, пісні яких містили політичний підтекст, він зустрів багато перешкод на шляху вираження своєї думки. Зрідка на концертах Ногавіци виконував пісні Окуджави і Висоцького мовою оригіналу.
У 1985 році Яромір брав участь у фестивалі Porta, але йому не дозволили вийти на сцену, і фактично змусили покинути місто Пльзень, де зазвичай проходить цей фестиваль. Парадоксально, але в той момент, коли Ногавіца не мав можливості видавати свої пісні, а засоби масової інформації ігнорували його, він зумів завоювати місце в першій десятці виконавців в опитуванні Zlatý slavík («Золотий соловей»). Його творчість отримала широке поширення серед громадськості за допомогою незаконних аматорських аудіозаписів і самвидавних пісенників.
Першим офіційно виданим альбомом Ногавіці став Darmoděj, випущений в 1988 році, незадовго до падіння комуністичного режиму в Чехословаччині. Darmoděj — це зрілий і збалансований альбом, який зібрав записи живих виступів з кінця 1987 по 1988 рік. У 1989 році вийшла збірка пісень, названа Osmá barva duhy, а роком пізніше побачив світ збірник V tom roce pitomém.
Після революції 1989 року, коли в Чехословаччині впав комуністичний режим, у Ногавіци з'явився ще страшніший ворог — алкоголь. Концертні поїздки закінчувалися нескладним лепетанням на сцені і незначним рівнем виступу. Багато хто не вірив, що Ногавіца повернеться на сцену. Втім, Ногавіца знайшов у собі сили побороти цю звичку і в його творчості позначився новий виток — перший студійний альбом Ногавіци побачив світ у 1993 році. Альбом був названий «Mikymauzoleum» і скоро був визнаний одним з найвидатніших чеських альбомів. Аранжування, новаторські для того часу, були виконані іншим відомим чеським музикантом, Карелом Пліхалом.
В 1994—1995 роках, Ногавіца зосередився на творах для дітей (альбомі і книзі Tři čuníci), а також повному виданні своїх текстів Písně Jaromíra Nohavici od A do Ž («Пісні Яромира Ногавіци від А до Я»), випущеному видавництвом Hitbox. Пісенник містив тексти, ноти і акорди до 143 пісень на 166 сторінках. У вересні 1994 року Ногавіца виконав всі 143 пісні в алфавітному порядку під час дев'ятигодинного концерту в замку Гельфштейн.
Наступний студійний проект Divné století, виданий у 1996 році, приніс Ногавіці «Ангела» — нагороду чеської Академії популярної музики. Незабаром після виходу Divné století став двічі платиновим альбомом в Чехії. Два роки тому Ногавиці і ансамбль Kapela випустили диск Koncert; участь інших музикантів в записі допомогло представити музику Ногавіці в новому світлі. Альбом, головним чином, містив старий матеріал, але з пісень, що раніше не видавалися. Ці факти зробили його ще більш цікавим.
У 2002 році Ногавіца разом з групою Čechomor та Карелом Пліхалом записав саундтрек і зіграв одну з ролей у фільмі режисера Петра Зеленки Rok Ďábla («Рік Диявола»). Фільм був нагороджений головним призом 37-го міжнародного кінофестивалю в Карлових Варах у 2002 році, а також призами декількох інших міжнародних кінофестивалів.
У 2006 році, коли з архівів були вилучені деякі документи StB (державної служби безпеки Чехословаччини), з'ясувалося, що Ногавіца співпрацював з цією організацією. В архівах StB був виявлений протокол повідомлень Ногавіци про іншого чеського барда Карела Крила. У листопаді 2007 року Ярослав Гутка опублікував пісню «Стукач з Тешина», в якій він звинуватив Ногавіцу в пособництві тим, проти кого він виступав у своїх піснях. Ногавіца визнає свої контакти з StB, але, за його словами, ці повідомлення нікому не зашкодили.
У 2008 році Яромір Ногавіца став лауреатом літературної премії імені Божени Нємцової, що присуджується Академією чеської літератури. Цією нагородою академія відзначила високий поетичний рівень його альбомів Pražská pálená та Ikarus.
У травні 2010 року співак виступив з концертом в Центральному будинку художника в рамках програми Музею кіно «Чеська дісятка» у Москві. Гостем Яроміра Ногавіци став польський акордеоніст Роберт Кусьмерськи.
29 червня 2012 року на фестивалі " Noc plná hvězd Ногавіца представив черговий студійний альбом Tak mě tu máš, який, як і два попередніх диски Ikarus і V Lucerně, за підсумками року завоював «Ангела», як найбільш продаваний альбом у Чехії.
28 жовтня 2017 року був нагороджений чеською державною медаллю «За заслуги» I ступеня.
24 жовтня 2018 року за заслуги в зміцненні дружби і співробітництва між народами, плідну діяльність зі зближення і взаємозбагачення культур націй і народностей нагороджений російською державною нагородою — медаллю Пушкіна. Нагорода вручена Президентом Росії Володимиром Путіним на урочистому прийомі в Кремлі 4 листопада 2018 року.

## Інтернет
Ногавіца активно використовує мережу для спілкування зі своїми прихильниками, та для публікації нових матеріалів. 2 січня 2012 року вийшов вже п'ятий альбом у форматі MP3, розміщений, як і попередні у вільному доступі на сайті музиканта.
25 грудня 2009 року як різдвяний подарунок слухачам на домашній сторінці Ногавіци був запущений онлайн відеоканал TV Jarek і радіоканал Radio Jarek. Трансляцію переглянули близько 16 тисяч чоловік з 20 різних країн.
1 січня 2011 року на сайті музиканта опублікований черговий DVD-реліз, який також як і DVD Z pódia можна завантажити з допомогою торрент-клієнта. Новий диск був записаний 12 грудня 2010 року на благодійному концерті у церкві Святого Духа в Остраві за участю Роберта Кусьмерськи (акордеон), Павли Ковалової (флейта) та Вероніки Лінхартовой (скрипка), і носить назву Adventní koncert («Благодійний концерт»). Зібрані кошти (близько 700 тисяч чеських крон) пішли на розвиток церкви Святого Духа.

## Дискографія

### Студійні альбоми
- 1993: Mikymauzoleum
- 1995: Darmoděj a další
- 1996: Divné století
- 2000: Moje smutné srdce
- 2003: Babylon
- 2012: Tak mě tu máš
- 2017: Poruba

### Концертні альбоми
- 1988: Darmoděj (LP)
- 1989: Osmá barva duhy
- 1990: V tom roce pitomém
- 1994: Tři čuníci
- 1998: Koncert
- 2006: Doma
- 2008: Ikarus
- 2009: V Lucerně
- 2012: Koncerty 1982 a 1984
- 2014: Jarek Nohavica a přátelé
- 2018: V Gongu

### MP3-альбоми
- 2006: Pražská pálená
- 2006: Od Jarka pod stromeček
- 2009: Virtuálky
- 2010: Virtuálky 2
- 2012: Virtuálky 3

### Саундтреки
- 2002: Rok Ďábla

### Сингли
- 2002: Básnířka

### Компіляції
- 2013: Tenkrát

### Міні-альбоми
- 1985: Cesty (EP)
- 1988: Písně pro V.V. (2 EP)

### Відео
- 2006: Doma (DVD)
- 2008: Z pódia — On the road 2008 (DVD, у вільному доступі на офіційному сайті Ногавіци)
- 2009: V Lucerně (DVD, Blu-Ray)
- 2011: Adventní koncert (DVD, у вільному доступі на офіційному сайті Ногавіци)
- 2012: Půlnoční trolejbus (DVD, у вільному доступі на офіційному сайті Ногавіци)
- 2014: Jarek Nohavica a přátelé (DVD)
- 2018: V Gongu (DVD)

### Бокс-сети
- 1998: 3x Jarek Nohavica
- 2007: 4 CD Box
- 2009: Platinová kolekce

## Цікаві факти
- У 1997 році Яромір Ногавіца завоював титул чемпіона Чехії зі гри в скреббл[12].
- Іменем Ногавіци названо астероїд 6539 Nohavica з позначенням 1982 QG, відкритий 19 серпня 1982 року чеським астрономом Зденкою Вавровою.
- Отримав медаль А.Пушкіна з рук В.Путіна у 2018 році https://www.svoboda.org/a/29585736.html [Архівовано 25 травня 2021 у Wayback Machine.]